# Летящи фенери
Летящите фенери са традиционна част от някои азиатски култури.
Произвеждат се от обработена оризова хартия върху бамбукова рамка и съдържат малка свещ или восъчна плочка. Когато летящият фенер се запали, пламъкът нагрява въздуха в хартиеното тяло и той се издига. Фенерът остава във въздуха, само докато пламъкът гори, а след това пада на земята.

## История
Смята се, че фенерите са първите балони с горещ въздух, изобретени от военния стратег Джугъ Лян, наричан още Кумин. В края на трети век се използват като сигнални балони по време на война. Практика за китайците е да приписват велики открития на значителни исторически личности, а не на действителните изобретатели. Според историка Джоузеф Нийдхам китайците експериментират с малки балони с горещ въздух още през 3 век пр.н.е., което предполага, че приписването на изобретението на Кунмин не е достоверно.

## Фестивали
В Древен Китай тези фенери се използват за стратегически военни цели. Въпреки това по-късно намират и невоенно приложение – стават популярни сред децата по карнавалите. Впоследствие са включени в Китайския есенен карнавал и в Карнавала на фенерите.
В Тайланд множество летящи фенери се пускат във въздуха по време на фестивала "Yi Peng". Местните вярват, че това помага за прогонване на злите духове. Използват ги също така за украсяване на къщи и улици. Най-известни са фестивалите с летящи фенери в Северен Тайланд. Там фенерите са познати като khom loi (летящ фенер) или khom fai (огнен фенер). Тайландците ги използват целогодишно за празненства и други специални поводи. По време на фестивала Loi Krathong влюбени двойки се събират на брега на река, за да пуснат в нея цветя, летящи или водни фенери. Смята се, че това носи късмет. Много тайландци вярват също, че фенерите са символ на техните проблеми и излитането на фенера е всъщност „излитането“ на проблемите.
В Бразилия и Мексико, както и в много други страни от Латинска Америка, летящите фенери се правят обикновено от няколко парчета полупрозрачна хартия (местните я наричат ‚копринена хартия‘), която е в разнообразни ярки цветове, които се слепват и образуват многоцветна черупка. Най-често срещан е дизайнът във формата на две съединени пирамиди, понякога с куб или призма посредата. Само по-малките модели имат цяла рамка, направена от бамбук или тънка корда. Свещта посредата всъщност е пакетче с парафин, опакован в парче плат и завързан с корда. Когато се запали, пламъкът затопля въздуха във фенера, като намалява гъстотата му и го кара по този начин да се издига във въздуха. Летящият фенер се носи в небето, докато пламъкът е запален, след което той започва да пада към земята.

## Опасности
За издигането на летящите фенери е необходим пламък, който представлява реална опасност да се предизвика пожар ако фенерите се приземят на лесно запалима повърхност. Те могат да достигнат значителна височина и пускането им не е препоръчително във ветровито време.

## Еко- или биоразградими летящи фенери
Фермери по света за загрижени, че добитъкът им може да изяде фенерите, като по този начин телта да им причини сериозни наранявания или дори смърт. Природозащитници също изказват недоволство, че металните части допринасят за отпадъците и боклука и забавят разлагането, въпреки че фенерите са биоразградими.
През 2010 г. са разработени фенери без тел или други метали. Вместо метал се използва вълна, устойчива на огън, която може да се поглъща, без да причинява вреда. Въпреки това фенерите представляват опасност поради риска от пожари.
|  | Тази страница частично или изцяло представлява превод на страницата Sky lantern в Уикипедия на английски. Оригиналният текст, както и този превод, са защитени от Лиценза „Криейтив Комънс – Признание – Споделяне на споделеното“, а за съдържание, създадено преди юни 2009 година – от Лиценза за свободна документация на ГНУ. Прегледайте историята на редакциите на оригиналната страница, както и на преводната страница, за да видите списъка на съавторите. ВАЖНО: Този шаблон се отнася единствено до авторските права върху съдържанието на статията. Добавянето му не отменя изискването да се посочват конкретни източници на твърденията, които да бъдат благонадеждни. |